# Bump City
Bump City är funkbandet Tower of Powers andra album.

## Låtlista
Låtar där inget annat anges är skrivna av Emilio Castillo och Stephen Kupka.
1. "You got to Funkifize" - 4.31
2. "What Happened to the World that Day?" - 4.11
3. "Flash in the Pan" - 3.34
4. "Gone (In Memory Of Jacqueline Mesquite)" (G.Adams, S.Mesquite) - 3.41
5. "You Strike My Main Nerve" (S.Kupka, E.Castillo, L.Williams, L.Gordon) - 2.52
6. "Down to the Nightclub" (S.Kupka, E.Castillo, D.Garibaldi) - 2.43
7. "You're Still A Young Man" - 5.35
8. "Skating on Thin Ice" - 3.48
9. "Of the Earth" - 4.30

## Medverkande
- Rick Stevens - Sång
- Skip Mesquite - Tenorsax, flöjt, kör, Sång på "Gone"
- Emilio Castillo - Tenorsax, kör
- Greg Adams - Trumpet, flygelhorn, valthorn, piano, kör
- Stephen 'Doc' Kupka - Barytonsax, kör
- Mic Gillette - Trumpet, trombon, valthorn, kör
- Willy Fulton - Gitarr, kör
- David Garibaldi - Trummor
- Francis 'Rocco' Prestia - Elbas
- Brent Bryars - Congas, kör